# جيف هانيمان
جيف هانيمان (31 يناير 1964 - 2 مايو 2013) (بالإنجليزية: Jeff Hanneman)‏ هو موسيقي وكاتب أغاني أمريكي عمل مع فرقة سلاير. توفي في عام 2013 عن عمر 49 سنة، حيث كانت مسيرته قد توقفت بسبب المرض عام 2011. من أعماله مع الفرقة: «راين إن بلود (Reign in Blood)»، و«آنغيل أوف ديث (Angel of Death)».

## روابط خارجية
- جيف هانيمان على موقع IMDb (الإنجليزية)
- جيف هانيمان على موقع ميوزك برينز (الإنجليزية)
- جيف هانيمان على موقع رولينغ ستون (الإنجليزية)
- جيف هانيمان على موقع إن إن دي بي (الإنجليزية)
- جيف هانيمان على موقع أول ميوزيك (الإنجليزية)
- جيف هانيمان على موقع ديسكوغز (الإنجليزية)
- جيف هانيمان على موقع قاعدة بيانات الفيلم (الإنجليزية)